# Nefta Football Club
Pour plus de détails, voir Fiche technique et Distribution.
Nefta Football Club est un court métrage français réalisé en 2018 par Yves Piat.
Il est sélectionné et récompensé dans de nombreux festivals, notamment le Festival du court métrage de Clermont-Ferrand, le Festival international du film de Palm Springs ainsi que le Festival du court métrage d'Aspen (en) où il reçoit le Prix du jury pour une comédie.
En janvier 2020, le film reçoit une nomination pour la 92e cérémonie des Oscars dans la catégorie du meilleur court métrage en prises de vues réelles, ainsi qu'une nomination aux César 2020 dans la catégorie du meilleur court métrage de fiction.

## Résumé
Dans le Sud tunisien, à la frontière de l'Algérie, deux frères fans de football tombent sur un âne perdu au milieu du désert. Étrangement, l'animal porte un casque audio sur ses oreilles.

## Récompenses
Après son lancement, le film est sélectionné dans près de cent festivals autour du monde et reçoit plus de 65 récompenses.
| Année | Festival                                                | Prix/Catégorie                                            | Status     |
| ----- | ------------------------------------------------------- | --------------------------------------------------------- | ---------- |
| 2018  | Festival du cinéma méditerranéen de Montpellier         | Prix du public                                            | Lauréat    |
| 2019  | Festival du film court francophone Un poing c'est court | Prix du meilleur scénario et Prix des jeunes              | Lauréat    |
| 2019  | Festival du court métrage de Clermont-Ferrand           | Prix du public                                            | Lauréat    |
| 2019  | Festival du court métrage d'Aspen (en)                  | Prix du jury pour une comédie et Prix du public           | Lauréat    |
| 2019  | Festival international du film de Cleveland             | Mention honorable                                         | Lauréat    |
| 2019  | Festival du film de Floride (en)                        | Prix du public                                            | Lauréat    |
| 2019  | Manhattan Short                                         | Médaille d'argent                                         | Lauréat    |
| 2019  | Soria's International Film Festival                     | Meilleur court métrage international                      | Lauréat    |
| 2019  | Festival international du film d'Édimbourg              | Compétition internationale                                | Nomination |
| 2019  | Festival du film HollyShorts (en)                       | Meilleur court métrage                                    | Nomination |
| 2019  | Festival international du film de Leeds (en)            | Compétition internationale                                | Nomination |
| 2019  | Festival international du film de Rhode Island          | Compétition internationale                                | Nomination |
| 2020  | 92e cérémonie des Oscars                                | Oscar du meilleur court métrage en prises de vues réelles | Nomination |
| 2020  | 45e cérémonie des César                                 | César du meilleur court métrage de fiction                | Nomination |